# Pierre Mingand
Joseph Yves Pierre Magnin dit Pierre Mingand, né le 2 juin 1900 à Besançon et mort le 19 août 1982 à Agen, est un  chanteur, pianiste et acteur français.

## Biographie
Il est le fils d'Achille et de Hélène Magnin. Diplômé en sciences commerciales, il étudia le chant et le mime.
Il faisait partie de l'orchestre de Ray Ventura comme chanteur et pianiste. Il a également chanté et enregistré en duo avec Danielle Darrieux, avec laquelle il se liera d'amitié. Ils tourneront notamment plusieurs films ensemble : Mauvaise Graine (1934), Mademoiselle Mozart (1935), Abus de confiance, Retour à l'aube (1938).
Il débuta dans La Guerre des valses (1933) dans le rôle de Johann Strauss, avec Fernand Gravey et Arletty.
Il est également passé par le music-hall où il connut un grand succès.
Après le tournage de Coup de tête, il a été immobilisé de longs mois à la suite d'un accident survenu au cours d'une scène de bagarre.
Après le succès de Mademoiselle Mozart (comédie musicale), il crée - le 19 novembre 1935 - une opérette, Trente et Quarante aux Bouffes-Parisiens (musique de R. Heymann) avec A. Cocéa et Pierre Brasseur.
Il fut un acteur talentueux au jeu agréable et maîtrisait également avec talent la danse, notamment les claquettes, et le chant.
En 1964, il épousa Marguerite Magnin, de son nom de jeune fille Marguerite Arandel (1917-2010).
Il est décédé, à la suite d'une épidémie à la clinique d'Esquirol d'Agen (Lot-et-Garonne).
Il a été inhumé dans le caveau familial, au cimetière des Chaprais à Besançon.

## Filmographie
- 1933 : La Guerre des valses de Ludwig Berger et Raoul Ploquin
- 1934 : Mauvaise Graine de Billy Wilder - Henri
- 1934 : Le Secret des Woronzeff de Arthur Robison et André Beucler
- 1934 : Studio à louer de Jean-Louis Bouquet - court métrage -
- 1935 : Quadrille d'amour  de Richard Eichberg et Germain Fried - Georges Mallet
- 1935 : Mademoiselle Mozart de Yvan Noé
- 1935 : L'Impossible Aveu de Guarino Glavany
- 1935 : Promesses de René Delacroix
- 1936 : Les Réprouvés de Jacques Séverac
- 1936 : Pantins d'amour de Walter Kapps
- 1936 : Les Mariages de Mademoiselle Lévy d'André Hugon - Pierre
- 1936 : La Madone de l'Atlantique de Pierre Weill
- 1937 : Abus de confiance de Henri Decoin
- 1938 : Retour à l'aube de Henri Decoin
- 1938 : Remontons les Champs-Élysées de Sacha Guitry
- 1941 : Mademoiselle Swing de Richard Pottier
- 1942 : Des jeunes filles dans la nuit de René Le Hénaff
- 1943 : Coup de tête de René Le Hénaff
- 1946 : Le Voleur se porte bien de Jean Loubignac
- 1935 : Studio à louer de Jean-Louis Bouquet

## Théâtre
- 1950 : M’sieur Nanar opérette de Jean-Jacques Vital, Pierre Ferrari et André Hornez, musique Bruno Coquatrix, mise en scène Fred Pasquali, Théâtre de l'Étoile
- 1953 : Une femme par jour de Jean Boyer, musique Georges Van Parys, mise en scène Roland Armontel, Théâtre de Paris
- 1955 : Les Enfants d'Edouard de Frederic Jackson et Roland Bottomley, adaptation Marc-Gilbert Sauvajon, mise en scène Jean Wall, Théâtre des Célestins